# 조율

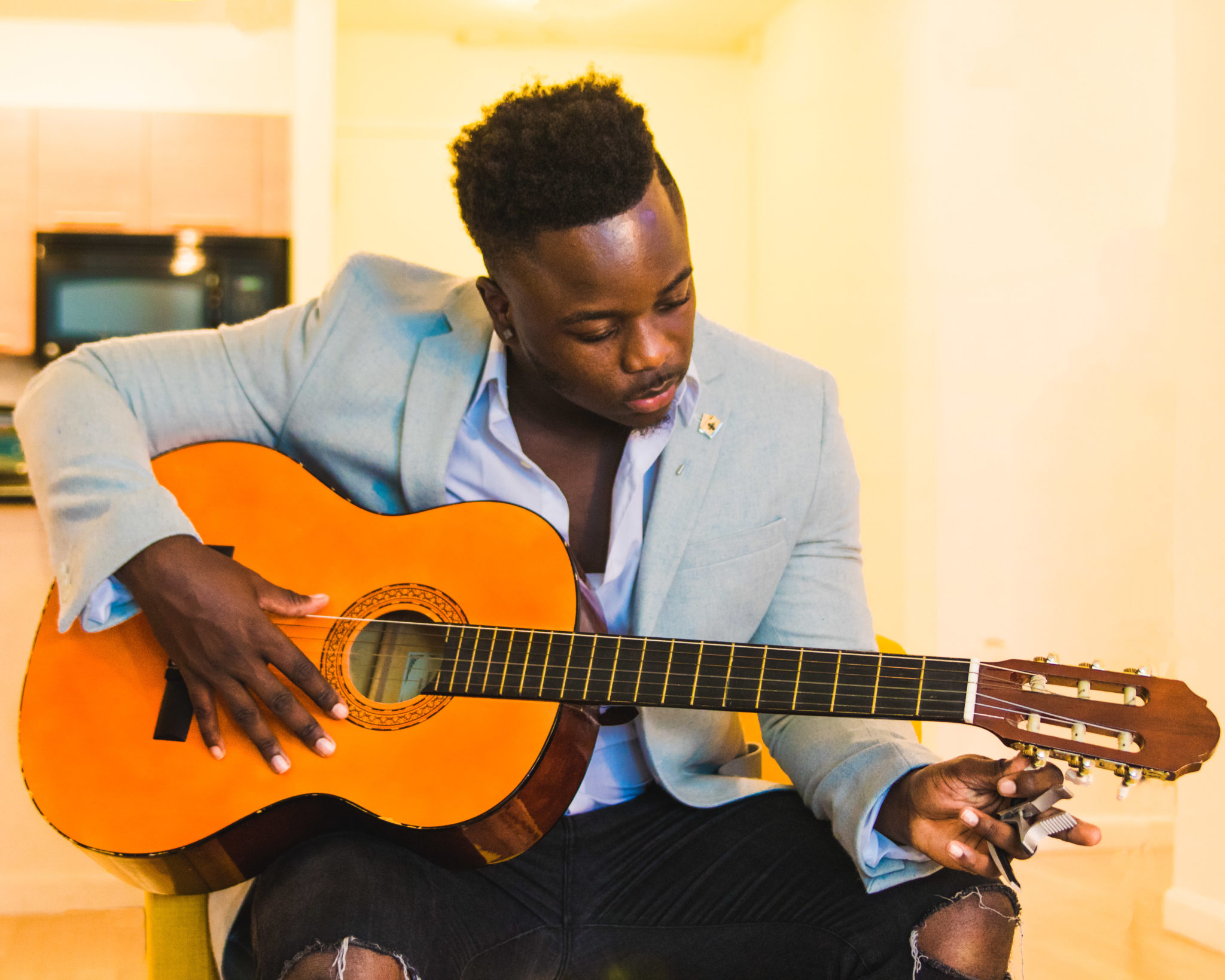
한 남성이 조율을 위해 기타의 펙(줄감개)을 조정하고 있다.

조율(調律)이란 다른 피치와 더불어 조화를 이루거나 또는 일정한 간격으로 특정한 피치를 만들어 내거나 만들어 내도록 준비하는 작업이다. 조율되지 않았다는 것은 피치가 너무 높거나 낮은 것을 말하는 것으로 높은 것을 샵이라고 하고 낮은 것을 플랫이라고 한다.

## 이유
연주에 앞서 악기가 조율되어 있는데도, 왜 연주 중에 끊임없이 조율하는가 하면 다음과 같은 이유가 있다. 첫 번째 이유로는 관악기는 원리적으로 평균 율을 내는 것이 불가능하기 때문이다. 두 번째 이유로는 화음을 순정율로 울리게 하기 위해서이다. 세 번째 이유로는 연주중에 합주체 전체의 음정이 위 어긋나 오거나 내려가 오거나 하는 것이 자주 일어나므로, 거기에 대응시키기 위해서이다. 단, 피아노나 실로폰 등과 같이 한 번 조율되면 연주중에 음정을 바꿀 수 없는 악기에는 이 과정은 존재하지 않는다. 이 이유에서는 평균율에서 연주하는 것은 음악적으로 반드시 적절이라고는 할 수 없지만, 유니즌(unison)으로 멜로디를 연주할 때에는 평균율이나 그것에 가까운 음률로 연주하는 것이 어울린 것이 있다. 특히 관악기는, 그 종류에 의해 피치가 높아지는 경향이 있는 소리나 낮아지는 경향이 있는 소리가 있다. 예를 들면, 어떤 악기에서는 라의 소리가 낮아지는 경향이 있다라고 하면 달랐던 피치의 특성을 가지는 관악기끼리가 하나의 멜로디를 연주할 경우, 그대로는 다른 악기와 미묘하게 피치가 벗어나버린다. 우수한 연주자는 자신의 악기의 피치의 버릇을 알고 있어서, 다른 악기와 음정이 딱 맞게, 연주중에 끊임없이 조율을 실시하는 것이다.
화음을 흐트리지 않고 연주하기 위해서는 평균율과는 다른 음정을 집는 방법을 사용할 필요가 있다. 예를 들면 도미솔의 화음에서는 도에 대하여 미를 다소 낮게 솔을 조금 높이 연주 할 필요가 있다. 관악기나 현악기에서는 연주중에 피치를 바꿀 수 있으므로 (악기나 소리에 의해 그 정도에 제약이 있지만) 가능한 한 순정에 영향을 끼치게 연주중에 음정을 조정한다.
장시간 연주하고 있는 동안에, 예를 들면 현악기에서는 조금씩 조금씩 소리가 낮아져지고, 관악기에서는 조금씩 조금씩 높아져 가는 경향이 있다. 이것은, 현이 풀어져 오거나 관이 따뜻해져 오거나 하기 때문이다. 이것에 의해 합주체 전체의 음정이 위 어긋나거나 내려가거나 한다. 전부의 악기가 완전히 같은 양에 음정이 바뀌어 가면 그다지 문제는 없는 것이지만, 예를 들면 같은 관악기라도 오보에보다 트럼펫쪽이 음정의 상 어긋나기가 크다. 하물며 현악기와 관악기가 합주할 경우는 음정의 벗어나는 방법이 반대이기 때문에 끊임없이 상대의 소리를 듣고 벗어난 음정이 안되는 것 같이 연주중에 끊임없이 조율할 필요가 있다.

## 요건
음을 만들어 내기 위해서는 조정하는 몇 가지 다른 능력들이 필요하다.
- 목소리의 피치에 맞추는 매칭 피치, 가장 기본적인 기술은 청각 조율에서 습득
- 기타의 줄을 조율하거나 고전 현악기를 조율하는 능력
- 관악기, 파이프, 벨 등의 피치를 관의 길이나 너비를 조율하는 능력

## 관현악단의 조율
관현악단의 조율은 오보에의 라음으로 맞춘다. 처음에 오보에가 연주하면 각 악기들이 음을 맞추고, 바이올린은 따로 악장이 한번 더 음을 연주하여 조율한다.

## 조율이 음악으로 쓰이는 경우
- 하이든, 교향곡 60번의 4악장의 일부에 현악기들이 갑자기 연주를 멈추고 조율한다. 하이든의 음악적 농담의 일부이다.
- 브리튼, 청소년을 위한 관현악 입문은 관현악기의 소리를 배우는 곡인데, 이 곡 맨 앞의 시작하는 음악으로 조율하는 소리도 음악의 일부로 표현되어있다.

## 같이 보기
- 피아노 조율 (en)